# Табанкуль
Таба́нкуль — озеро в Челябинской области, в Чебаркульском районе, северо-западнее города Чебаркуль.

## География
Вокруг Табанкуля много мелких и средних озёр: Теренкуль, Большой Боляш, Еловое, Большой Кисегач, Чебаркуль, Большой Сунукуль и Аргаяш.
Административно входит в Непряхинское сельское поселение.

## Название
Название происходит от башкирских слов табан — «карась» и куль — «озеро», то есть «карасье озеро».

## Растительный и животный мир
Здесь водятся линь, карась, ротан и плотва.